# Гура Барбулецулуј (Дамбовица)
Гура Барбулецулуј (рум. Gura Bărbulețului) насеље је у Румунији у округу Дамбовица у општини Барбулецу. Oпштина се налази на надморској висини од 449 m.

## Становништво
Према подацима из 2002. године у насељу је живело 599 становника, од којих су сви румунске националности.